# David Krakauer
David Krakauer es un clarinetista de Nueva York, Estados Unidos conocido por su trabajo en diferentes estilos como el klezmer, la música clásica y el Jazz.

## Biografía
La carrera interpretativa de Krakauer se centró en el jazz y la música clásica hasta que se unió a The Klezmatics en 1988.
Considera el klezmer como su "hogar musical".
En 1996, formó su propio grupo Klezmer Madness!. Mientras se asentaba en los tonos tradicionales del folk judío, el grupo “introduce la tradición de la música klezmer en la era del rock.” Klezmer Madness! ha participado internacionalmente en diversos clubes y festivales incluyendo Carnegie Hall, Library of Congress, Stanford Lively Arts, San Francisco Performances, Hancher Auditorium, el Krannert Center, el Venice Biennale, Krakow Jewish Culture Festival, BBC Proms, Saalfelden Jazz Festival, La Cigale, el festival Marciac, WOMEX, el New Morning en París y muchos otros. En 2001, el rapero Socalled le presentó un álbum que mezclaba klezmer con ritmos de hip hop e impresionado por lo "inteligente y funky que era," Krakauer incorporó a Socalled en Klezmer Madness! y el grupo empezó a atraer a un público más joven.
En 2006, Krakauer y Socalled formaron el grupo Abraham Inc. junto al trombonista Fred Wesley (James Brown, Parliament Funkadelic, Count Basie Orchestra). La música de este nuevo grupo fusionaba klezmer, funk y hip hop. El grupo ha actuado en The Apollo Theater and Symphony Space en New York, The Krannert Center en Illinois, Hancher Auditorium en Iowa, The Miller Outdoor Theater en Houston, The Strathmore en Maryland, Cal Performances, The Heineken Open’r Festival en Polonia, The Cracow Jewish Culture Festival, el Transmusicales de Rennes y Jazz a la Villette en París y muchos más. Abraham Inc publicó el álbum Tweet Tweet en 2009 el cual llegó a ser N.º 1 en Funk, N.º 1 en Música Judía, y N.º 35 en ventas de música en Amazon. Alcanzó el N.º 7 en la Billboard’s Jazz Chart y apareció como N.º 40 el la Billboard Heatseekers Chart.
Krakauer ha actuado internacionalmente con orquestas como la Dresdener Philharmonie, la Pacific Symphony, la Weimar Staatskapelle, Detroit Symphony, Phoenix Symphony, Colorado Music festival orchestra, Quebec Symphony, Seattle Symphony, Amsterdam Sinfonietta, New World Symphony, Brooklyn Philharmonic, Komische Oper orchestra y la Orchestre Lamoureux.
Entre otros logros de su carrera se incluyen su asociación con el Kronos Quartet en la interpretación de The Dreams and Prayers of Isaac the Blind, de Osvaldo Golijov; giras con el Emerson String Quartet; actuaciones durante la temporada inaugural del Carnegie Hall’s Zankel Hall renovado por el pianista de jazz Uri Caine; una participación de ocho años con el Aspen Wind Quintet; giras con Music from Marlboro; la composición de la música de Offering, un homenaje a las víctimas del 11 de septiembre por el dúo de danza moderna Eiko and Koma; numerosas interpretaciones del Magyar Madness de David Del Tredici, encargado por Music Accord para Krakauer y el Orion String quartet; y la interpretación en el documental de la BBC Holocaust, un memorial musical de Auschwitz con música de Osvaldo Golijov.
Su último proyecto, The Big Picture, es un álbum rememorando temas familiares de compositores de música de cine como John Williams, Marvin Hamlisch, Randy Newman, Wojciech Kilar y Vangelis, así como melodías de Sidney Bechet, Serguéi Prokófiev, Mel Brooks, Ralph Burns, John Kander & Fred Ebb y Jerry Bock que han aparecido en películas conocidas con contenido judío, como La decisión de Sophie, La Vida es Bella, El Pianista, y Días de Radio. Este proyecto intenta explorar la emotiva relación entre la música y las películas y va más allá del género clásico y del klezmer, con un acercamiento modernista.

## Discografía
- Pruflas: Book of Angels Volume 18 (Tzadik) (2012)
- The Best of David Krakauer (Label Bleu) (2010)
- Tweet Tweet - Abraham Inc. (Table Pounding Records) (2009)
- Moravec: Tempest Fantasy / Mood Swings / B.A.S.S. Variations - Trio Solisti y David Krakauer (Naxos) (2007)
- Bubbemeises: Lies My Gramma Told Me - David Krakauer y Socalled con Klezmer Madness! (Label Bleu) (2005)
- Krakauer Live in Krakow - David Krakauer feat Klezmer Madness! & Socalled (Label Bleu) (2004)
- Music From The Winery (Tzadik) (2004)
- Klezmer Concertos and Encores (Milken Archive of Jewish Music) (2003)
- Johannes Brahms - David Krakauer con la New York Philomusica Chamber Ensemble (New York Philomusica Records) (2002)
- The Twelve Tribes - Klezmer Madness! (Label Bleu) (2001)
- A New Hot One (Label Bleu) (2000)
- Klezmer, NY - Klezmer Madness! (Tzadik) (1998)
- The Dreams and Prayers of Isaac the Blind - Kronos Quartet con David Krakauer (Nonesuch Records) (1997)
- Klezmer Madness! (Tzadik) (1995)